# لطیفه عشاقی
لطیفه عشاقی ((به ترکی استانبولی: Latife Uşşaki)، (به ترکی عثمانی: لطیفه عشاقی‌زاده)؛ متولد ۱۷ ژوئن ۱۸۹۸ – وفات ۱۲ ژوئیه ۱۹۷۵) بانوی اول ترکیه و همسر بنیانگذار جمهوری ترکیه، مصطفی کمال آتاترک بوده است. او از سال ۱۹۲۳ تا ۱۹۲۵ به عنوان بانوی اول ترکیه در کاخ چانکایا سکونت داشته است.

## زندگی
لطیفه در سال ۱۸۹۸ در خانواده‌ای سرشناس و اصیل چشم به جهان گشود. خاستگاه و منشأ خانواده وی درگذشته به روستایی در استان عشاق ترکیه برمی‌گردد و به همین جهت نام خانوادگی خود را از حلواچی‌زاده به عشاقی‌زاده تغییر دادند. لطیفه به همراه پنج برادر و خواهر به نام‌های وجهیه، اسماعیل، منجی، عمر و رقیه و پدرش معمر بیگ و مادرش عدویه خانم، خانواده عشاقی‌زاده را تشکیل می‌دادند. وی تحصیلات ابتدایی خویش را در مدرسه جاملی کوشک و تحصیلات متوسطه و کالج را در کالج آمریکایی آرناووت‌کوی به پایان رسانید. لطیفه تحصیلات عالی خود را در رشته سیاست و حقوق دانشگاه سوربون فرانسه با موفقیت طی نموده و دوره آموزشی حقوق را در شهر لندن به اتمام رسانید. او به زبان‌های فرانسوی، انگلیسی، آلمانی و اسپانیایی مسلط بوده است.

### ازدواج
مصطفی کمال پاشا و لطیفه در ۲۹ ژانویه ۱۹۲۳ با هم ازدواج نمودند. با تشکیل جمهوری ترکیه پایتخت سیاسی از استانبول به آنکارا منتقل شد. لطیفه به عنوان اولین بانوی ترک پا به کوشک چانکایا که کاخ ریاست جمهوری آن زمان بوده قدم برداشت. وی در آن سال‌ها با اجازه همسرش در سالن و نشست‌های مجلس ملی ترکیه حاضر شده و بعدها به عنوان اولین نماینده زن ترکیه به مجلس ملی راه یافت. زندگی مشترک لطیفه و آتاترک در ۵ اوت ۱۹۲۵ به پایان خود رسید و در ۱۲ اوت ۱۹۲۵ به صورت رسمی اعلام شد.

### مرگ
وی تا زمان مرگش دو سال را در خارج از کشور و هشت سال را در استانبول زندگی کرد. او تا زمان مرگش هیچ حرفی در مورد زندگی شخصی خودش و آتاترک را تأیید یا قبول نکرد و بالاخره در ۱۲ ژوئیه ۱۹۷۵ به دلیل ابتلا به سرطان پستان در سن ۷۷ سالگی چشم از جهان فروبست. با تلاش فرماندار وقت استانبول، نامک کمال شنتورک، مراسمی با شکوه و بزرگی برای او برگزار شد و گاردی متشکل از نیروی دریایی ترکیه جنازه وی را از مسجد تشویقه استانبول تا گورستان شهدای دروازه ادیرنه حمل کردند و وی در آن‌جا به خاک سپرده شد. اشیاء و وسایل شخصی ارزشمند و گرانبهای وی در موزه خاطرات تاریخ ترکیه نگهداری و برای بازدید در معرض عموم گرفته است. وی در طول سالیان زندگی خود هیچ‌گاه در مورد ازدواجش و آتاترک حرفی نزد و تمام خاطراتش را با خود در زیر خاک مدفون نمود.

## کتابهای چاپ شده در مورد وی
- قاضی و لطیفه - نویسنده: عصمت بوزداغ - انتشارات امره - ۱۹۹۱
- زندگی کوتاه هزار روزهٔ آتاتورک با لطیفه - نزیه اراز - انتشارات دنیا - ۲۰۰۵
- اسرار لطیفه خانم و جامعه ترکیه - محمد بارلاس - انتشارات بیری - ۲۰۰۵
- مقالات و آثار لطیفه خانم - فاتح بایخان - انتشارات پگاسوس - ۲۰۰۷
- خاله لطیفه - فاتح بایخان، م. صادق. اوکه - انتشارات پگاسوس - ۲۰۱۱
- تو لطیفه نیستی لطیف و مهربان هستی - نزیه اراز - انتشارات اوزگور - ۲۰۰۲
- لطیفه معشوق آتاتورک - فاتح بایخان - انتشارات پارادوکس کتاب - ۲۰۱۲
- کوشک عشاقی زاده و قاضی کمال پاشا - احمد گورل - انتشارات کالج خصوصی ترک ازمیر - ۲۰۰۷